# Paavola
Paavola (tid. Pehkola) är en före detta kommun i landskapet Norra Österbotten, Uleåborgs län. Kommunerna Paavola och Revolax sammanslogs den 1 januari 1973 till den nya kommunen Ruukki. Ruukki blev i sin tur den 1 januari 2007 en del av kommunen Siikajoki.

## Byar
- Lappi
- Luohua
- Pehkola
- Ruukki